# 강준영
강준영은 대한민국의 전 축구 선수 및 감독이다. 1969년 킹스컵 축구대회에 참여하는 국가대표팀의 감독직을 수행하였다. 그 후 양지 축구단 코치를 거쳐 1970년에 한일은행 축구단의 창단 감독이 되었다.